# Wielki Sajan
Wielki Sajan (ros.: Большой Саян, Bolszoj Sajan) – wschodnia część łańcucha Sajanu Wschodniego, która ciągnie się z północnego zachodu na południowy wschód na długości ok. 150 km wzdłuż granicy Rosji i Mongolii. Najwyższym szczytem Wielkiego Sajanu jest Munku Sardyk (Mönch Sar'dag), którego wysokość wynosi 3491 m n.p.m. Dominuje rzeźba alpejska. Zbocza południowe opadają stromo ku Chubsugułowi; na północ od Wielkiego Sajanu znajdują się Tunkińskie Golce.